# Аријарат IV
Аријарат IV од Кападокије или Аријарат IV Еузеб (грч. Ἀριαράθης Εὐσεϐής, до 163. п. н. е. ) је био краљ Кападокије од 220. п. н. е. до 163. п. н. е. Био је савезник Антиоха III Великога, све до његовога пораза у бици код Магнезије 190. п. н. е. Дајући руку своје ћерке Еумену II постао је савезник Пергама, а преко њега и римски клијент.

## Наслеђује престо као дете
Син је краља Каподокије Аријарата III и Стратонике од Кападокије, која је била ћерка селеукидскога краља Антиоха II Теоса. Када му је умро отац 220. п. н. е. Аријарат IV од Каподокије је био још дете. Било је то време када су многи млади краљеви дошли на власт, а то су били Антиох III Велики, Птолемеј IV Филопатор и Филип V Македонски.

## Учешће у Римско-сиријском рату
Антиох III Велики је 193. пре н. е, пре Римско-сиријскога рата, почео да тражи савезнике. Успоставио је савез са Ханибалом, а онда је почео да успоставља савезе са осталим хеленистичким краљевинама. Са Аријаратом је обновио савез нудећи му 193. п. н. е. руку своје ћерке Антиохије. Аријарат је због тога учествовао у Римско-сиријском рату помажући свога таста Антиоха III Великога. У бици код Магнезије 190. п. н. е. Аријарат је као помоћ своме тасту послао 2.000 војника из Каподокије и 3.000 Галаћана. Аријарат је након Антиоховога пораза послао изасланике у Рим тражећи мир. Одобрен му је мир под условом да плати ратну штету од 600 таланата.

## Савез са Пергамом
Споразумом из Апамеје 188. п. н. е. Селеукидско краљевство је изгубило све територије западно од Таура, тако да је Каподокија изгубила моћнога заштитника, са којим је била везана династичким везама. Аријарат је због тога био присиљен да се обрати Пергаму, најмоћнијој новој сили у Малој Азији. Пергамски краљ Еумен II оженио се Аријаратовом ћерком Стратоником, па су Аријарату одмах преполовили ратну штету, коју је требало да плати. Уз пергамско посредовање Кападокија је постала нови клијент Римске републике. Од тада Кападокија је стално под римским утицајем, а њена спољна политика у Малој Азији била је испреплетена са пергамском.

## Рат са Фарнаком I од Понта
Помагао је свом зету Еумену II у рату против понтскога краља Фарнака I од Понта од 183. п. н. е. до 179. п. н. е. Римски посланици су дошли и тражили су од Еумена II и Аријарата IV од Каподокије да прекину рат против Фарнака. Међутим они су замолили Римљане да покушају да посредују, али пошто су пропали покушаји посредовања рат се наставио. Рат се окончао 179. пре н. е, а по мировном споразуму Фарнак није смео да упада у Галатију, морао је да се повуче из Пафлагоније. Аријарату је морао да врати сва одузета места, укључујући опрему и таоце. Морзију и Аријарату требало је да врати 900 таланата.

## Каснији догађаји
Током Трећега македонскога рата (172- 168/167. п. н. е.) Пергам и Каподокија били су на страни Рима. Римљани су након тога рата преокренули своју политику према верним савезницима, па су одлучили да ослабе азијске хеленистичке краљевине у Малој Азији. Признали су аутономију опаснога непријатеља Галата, ослабивши тако Пергам. Галати су онда 163. п. н. е. безуспешно тражили одвајање дела Каподокије. Након смрти Антиоха IV Епифана 164. п. н. е. успостављени су дипломатски односи између Селеукидскога царства, Пергама и Каподокије, што је изазвало узнемирење у Риму.

## Потомство
У прво време Аријарат није имао деце са Антиохијом, па му је она подметнула два лажна сина Аријарата и Холоферна. Међутим након некога времена није више била јалова, него му је изродила две ћерке и сина Митридата, односно будућега краља Аријарата V. Пошто је открила Аријарату истину Антиохија је удесила да подметнути синови буду далеко од куће, тако да је старијега послала у Рим, а млађега у Јонију, све са циљем да се избегне спор око легитимнога наследника каподокијскога трона.